# Noisex
i Noisex sono un gruppo tedesco di musica post-industriale fortemente incentrato su sonorità power noise. Fondati nel 1990 come T:U:T:P (The Unbelievable T.V. Preacher) da Raoul Roucka, i Noisex presero il nome attuale nel 1992.

## Storia del gruppo
I Noisex furono fondati nel 1990 con il nome originario di T:U:T:P (The Unbelievable T.V. Preacher) da Raoul Roucka, che ne cambiò il nome nell'attuale nel 1992. Da allora Roucka è l'unico membro stabile dei Noisex.

## Discography
- Terrorvision, (come The Unbelievable T.V. Preacher), Tape, 1992
- First Mistakes, Tape, 1992
- Save the Whales, Tape, 1992
- Out of Order, CD, 1996
- Over and Out, CD, 1997
- Ignarrogance, 2CD, 1998
- Rotation U.S.A., CDEP, 1999
- 1920.00, CD / Box Set, 1999
- 950.00, CD, 1999
- Serious Killer, CD, 2000
- Groupieshock, CD, 2001
- Magnetom Vision, CDEP, 2003
- Brain on Rotation, CD, 2006